# 井坂孝

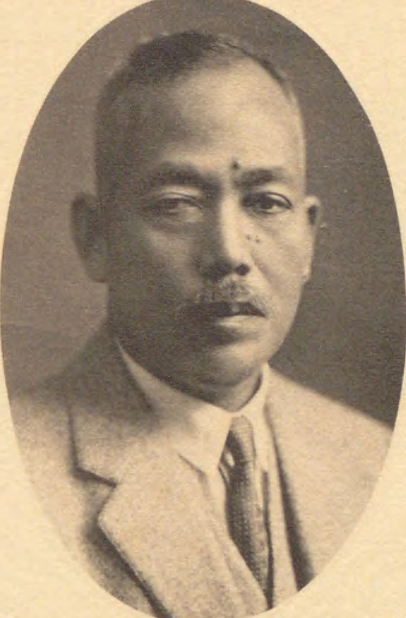
井坂孝

井坂 孝（いさか たかし、1870年1月9日（明治2年12月8日）- 1949年（昭和24年）6月19日）は、日本の実業家、政治家。貴族院勅選議員、枢密顧問官。

## 経歴
常陸国茨城郡水戸（現在の茨城県水戸市）で水戸藩士・井坂幹の三男として生まれる。茨城県尋常中学校、第一高等学校を経て、1896年（明治29年）7月、東京帝国大学法科大学を卒業し、東洋汽船会社に入社。
以後、東洋汽船会社取締役兼営業部長、横浜海上火災保険 (株) 専務取締役、同社長を務めた。経営破綻した七十四銀行の整理を行い、受け皿となる横浜興信銀行を設立し、副頭取、頭取を務めた。1921年（大正10年）4月、横浜商業会議所会頭に就任し関東大震災の復興に尽力した。1925年（大正14年）、東京ロータリークラブ会長に就任。その後、横浜取引所理事長、東京瓦斯 (株) 社長、三井銀行取締役、日本工業倶楽部理事長、日本経済連盟会会長、日本証券取引所総裁などを歴任した。
この他大日本産業報国会審議員、大政翼賛会総務を務めた。
1944年（昭和19年）11月1日、貴族院勅選議員に任じられ、1945年（昭和20年）11月24日まで在任。同年11月20日に枢密顧問官となり、1946年（昭和21年）6月13日に依願免本官となり、公職追放となった。この間、鉄道運賃審議会会長、大蔵省顧問、終戦連絡中央事務局参与などを務めた。

## 栄典
位階
- 1924年（大正13年）2月12日 - 正六位[11]
- 1940年（昭和15年）11月10日 - 従五位[11]
- 1945年（昭和20年）12月15日 - 正四位[12]

勲章等
- 1906年（明治39年）4月1日 - 勲六等瑞宝章[11]
- 1934年（昭和9年）6月21日 - 銀盃一個[11]
- 1941年（昭和16年）4月29日 - 木盃一個[11]

## 参考資料
- 衆議院・参議院編『議会制度百年史 - 貴族院・参議院議員名鑑』大蔵省印刷局、1990年。
- 『国立公文書館所蔵 枢密院高等官履歴 第7巻』東京大学出版会、1997年。ISBN 4130987178
- 秦郁彦編『日本近現代人物履歴事典』東京大学出版会、2002年。
- 『20世紀日本人名事典 あ-せ』日外アソシエーツ、2004年。

| 先代 原富太郎 | 横浜興信銀行頭取 第2代：1935年 - 1941年 | 次代 高安礼三 |

| 先代 深井英五 | 東京ロータリークラブ会長 第5代：1925年 - 1926年 | 次代 堀越善重郎 |